# Narechnitsi

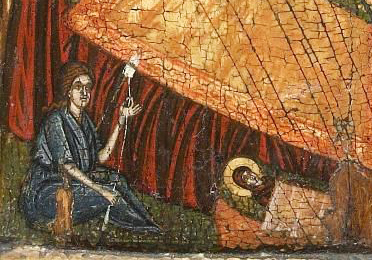
Narechnitsa.

Narechnitsa, plural Narechnitsi (en serbio: суђенице, судбенице; búlgaro: орисници, суденици; macedonio: наречници; ruso: рожаницы) son hadas del destino eslavas, hechiceras que aparecen alrededor de los niños recién nacidos y predicen su destino.
Su nombre proviene del antiguo búlgaro recha, narecha (para contar, para predecir, dejar a un lado).
Son personajes a menudo encontrados en el folclore búlgaro (eslavo meridional), especialmente en las epopeyas heroicas- las leyendas sobre Krali Marko, el déspota Vulkashin, Momchil Yunak, etc.